# Notocidaris remigera
Notocidaris remigera is een zee-egel uit de familie Ctenocidaridae.
De wetenschappelijke naam van de soort werd in 1950 gepubliceerd door Theodor Mortensen.